# Robert Edward Freeman
Robert Edward Freeman (Columbus, 18 dicembre 1951) è un filosofo e insegnante statunitense, attualmente professore di business administration presso la Darden School of Business dell'Università della Virginia.
Dopo aver conseguito il bachelor in matematica e filosofia presso la Washington University di St. Louis ed il Ph.D in filosofia presso la Duke University, ha insegnato presso l'Università del Minnesota, quindi presso la Wharton School dell'Università della Pennsylvania. Attualmente ricopre i seguenti incarichi: Elis and Signe Olsson Professor of Business Administration presso la Darden School of Business, Direttore del Business Roundtable Institute for Corporate Ethics, e guida l'Olsson Center for Applied Ethics della Darden School of Business.
Il 28 agosto 2008 è stato reso noto l'avvio di una sua collaborazione biennale con la Business School della George Washington University di Washington, come lecturer in etica, global business e leadership.
È noto soprattutto per la formulazione della teoria degli stakeholder (contenuta nella pubblicazione del 1984 "Strategic Management: A Stakeholder Approach"), teoria per la quale l'attività di un'organizzazione aziendale deve garantire un minimum prestazionale a tutti i portatori di interesse ('stakeholders', quali gli azionisti, i clienti, i dipendenti, i fornitori, la comunità entro la quale l'organizzazione interagisce), i quali, in mancanza di detta prestazione minima, abbandonano l'azienda, rendendo di fatto impossibile la continuazione dell'attività. Un'anticipazione di tali concetti appare in una pubblicazione edita nel 1968 dall'economista italiano Giancarlo Pallavicini, ideatore del "Metodo della scomposizione dei parametri" per il calcolo dei risultati non direttamente economici dell'attività d'impresa, riguardanti istanze etiche, morali, sociali, culturali ed ambientali.